# Primo sole, primo fiore.../C'era lei
Primo sole, primo fiore.../C'era lei è un singolo del gruppo musicale italiano Ricchi e Poveri del 1970.
Primo sole, primo fiore... è un brano musicale composto da Luigi Albertelli e Donato Renzetti. Con questo pezzo il gruppo partecipa al film musicale Terzo Canale - Avventura a Montecarlo di Giulio Paradisi, con New Trolls e The Trip; e alla Mostra Internazionale di Musica Leggera di Venezia.
Nel testo viene illustrata la nascente storia d'amore di due giovani che si accorgono di quanto siano legati (È bastato poco tempo e mi sei rimasta dentro, ti penso ogni momento... ti penso sempre).
C'era lei è un brano musicale composto da Franco Califano, Angelo Sotgiu e Franco Gatti.
Entrambi i brani sono contenuti nell'album di debutto del quartetto dal titolo omonimo Ricchi e Poveri.

## Tracce
- Primo sole, primo fiore (Luigi Albertelli - Donato Renzetti)
- C'era lei (Franco Califano - Angelo Sotgiu - Franco Gatti)

## Crediti
- Ricchi e Poveri (Angela Brambati, Angelo Sotgiu, Franco Gatti, Marina Occhiena): voci
- Vianello/Polygram/Iller: edizioni musicali traccia 1
- Vianello: edizioni musicali traccia 2
- Franco Califano, Italo Greco, Giacomo Tosti: produzione

## Classifica
| Paese  | Posizione massima |
| ------ | ----------------- |
| Italia | 24                |

## Dettagli pubblicazione
| Paese  | Data | Etichetta | Formato | Nº Catalogo |
| ------ | ---- | --------- | ------- | ----------- |
| Italia | 1970 | Apollo    | 45 giri | ZA 50080    |

Pubblicazione & Copyright: 1970 - Apollo - Roma.

Distribuzione: RCA Italiana - Roma.